# Acanthodelta rufotincta
Acanthodelta rufotincta är en fjärilsart som beskrevs av Embrik Strand 1914. Acanthodelta rufotincta ingår i släktet Acanthodelta och familjen nattflyn. Inga underarter finns listade i Catalogue of Life.